# Гнатостомоз
Гнатостомоз (рідше гнатостоміаз, англ. Gnathostomiasis) — гельмінтоз з групи нематодозів. який спричинюють гельмінти Gnathostoma spinigerum і G. hispidum.

## Історичні факти
Перший випадок зараження гнатостомою у природі виявив сер Річард Оуен під час огляду шлунка молодого тигра, який загинув у зоопарку Лондона від розриву аорти. Вперше гнатостомоз у людини описав у 1889 році Левінсен у Таїланді, коли знайшов личинку у зараженої місцевої жительки. Життєвий цикл G. spinigerum описаний С. Даенгсвангом і Ш. Проммасом у 1933 і 1936 роках.

## Актуальність
Гнатостомоз зареєстрований у людей у багатьох районах світу: в Китаї, Японії, Індії, Таїланді, Малайзії, Індонезії, на Філіппінських островах, в Австралії і в ряді інших країн.

## Етіологія
Збудники є нематодами, що характеризуються наявністю великого головного кінця та шипами тіла. Як правило, асоціюються з м'ясоїдними кінцевими хазяями з ссавців. Gnathostoma spinigerum червонуватого забарвлення. Тіло злегка прозоро, вкрите зубчастими хітиновими пластинками. Головний кінець роздутий, нагадує напівкруглу головку, на якій циліндрично розташовані гачки. Ротовий отвір оточений двома губами. Самці завдовжки 25 мм, на хвостовому кінці мають дві нерівні спікули. Самиці завдовжки 15-54 мм, вульва розташована в задній половині тіла.
Основні хазяї: домашні та дикі кішки, собака, деякі котячі. Гельмінти в них паразитують у шлунку, утворюючи пухлиноподібні запалення. Зустрічаються у людини, які є тупіком передачі інвазії. Основними проміжними хазяями є дрібні ракоподібні роду Циклоп.
У тварин яйця гнатостом на ранній стадії розвитку виділяються з отворів пухлини в шлунку в його просвіт, а потім з фекаліями потрапляють у воду. У прісноводних водоймах в яйці формується і линяє личинка впродовж 10-20 днів при температурі 27-31 °C. Звільнену з шкаралупи личинку з чехликом проковтує циклоп. Упродовж 10-14 днів у порожнині його тіла відбувається подальший розвиток і линька личинки. Інвазовані циклопи потрапляють до дефінітивного хазяїна з водою, личинки мігрують у його організмі, досягаючи статевої зрілості приблизно через 3 місяці. Циклопи можуть бути заковтнуті рибами (Ophicephalus striatus, Clarias batrachus, Theragon argenteus тощо), амфібіями, рептиліями і жабами, які є резервуаром. У печінці і м'язах риби личинки ростуть, але чергової линьки не відбувається. До хижих риб личинки можуть потрапляти від вживання заражених дрібних.
G. hispidum має передню частину тіла за життя рожево-червону, задню — сірувато-буру з жовтуватими ниткоподібними смужками. Усе тіло вкрите шипиками. Головне здуття відмежовується від тіла перетяжкою і забезпечено хітиновими гачками (9-12 рядів, по 130 в кожному ряду).

## Епідеміологічні особливості

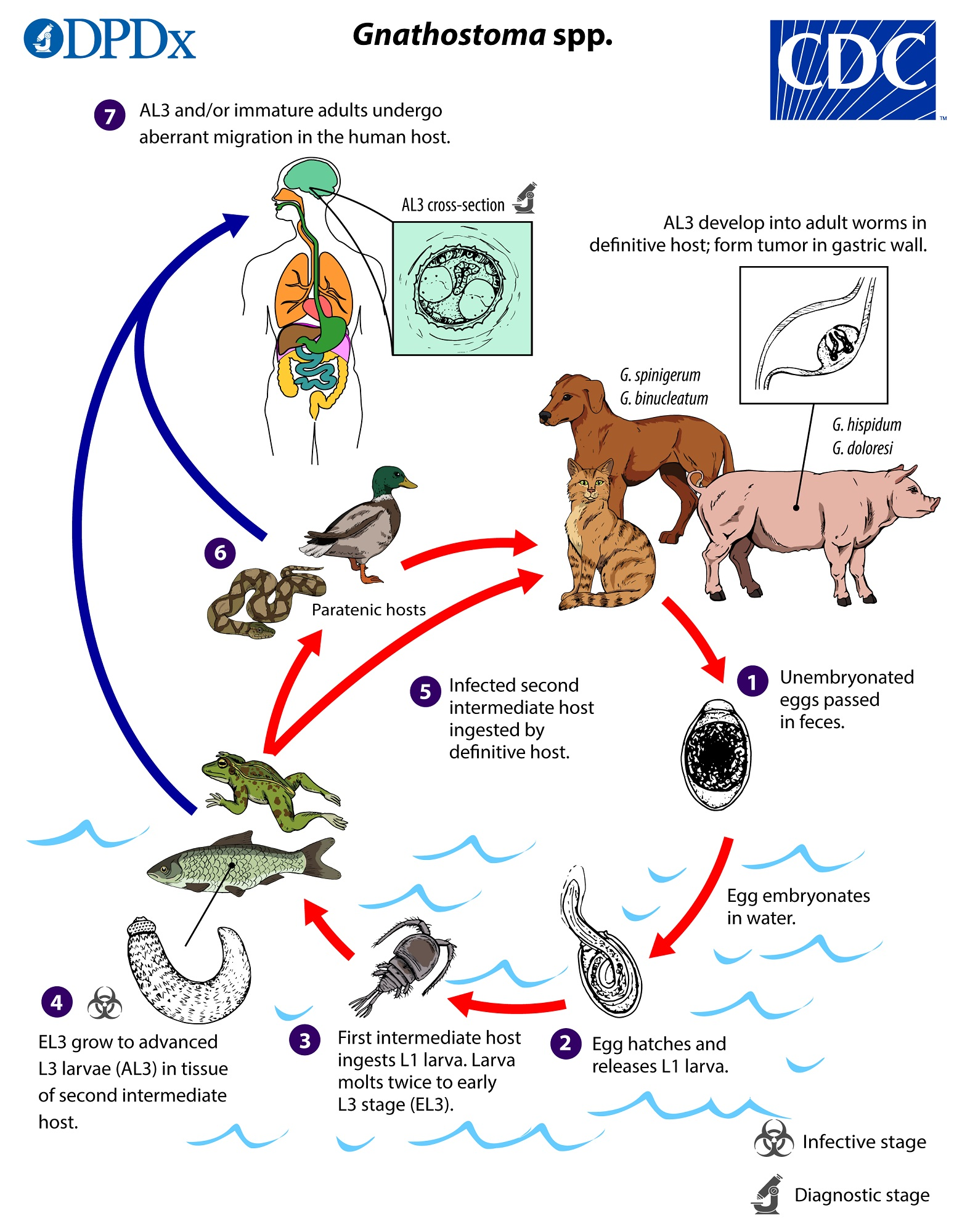
Життєвий цикл розвитку Gnathostoma spinigerum

Гнатостомоз передається через вживання в їжу сирих, недостатньо приготованих кінцевих хазяїв, таких як прісноводні риби, птахи або жаби.

## Патогенез
Через стінку шлунка личинки мігрують у печінку, а потім заносяться в підшкірну клітковину, очі, мозок та інші органи і тканини.

## Клінічні прояви
Інкубаційний період триває зазвичай 21-28 днів. Проникнення личинок у стінку шлунка спричинює шлунково-кишкові розлади (нудота, блювання, біль в епігастрії). Міграція в підшкірній клітковині (під шкірою) спричинює періодичні, мігруючі, болючі, сверблячі набряки. Вони з'являються після того, як вищезазначені прояви зникають і зазвичай виявляються на животі. Личинки або молоді гнатостоми локалізуються і в підшкірних вузлах, спричинюючи лінійний дерматит, рецидивуючі набряки. Нерідко гнатостомоз помилково приймають за набряк Квінке. Описані випадки паразитування гнатостом у людей у пухлинах ока, причому спостерігалась короткочасна втрата зору. Еозинофільний мієлоенцефаліт також може бути наслідком вторгнення личинок гельмінта в центральну нервову систему.

## Діагностика
У клінічному аналізі крові часто спостерігається еозинофілія. Діагноз підтверджується за допомогою впутрішньошкірної алергічної проби. Найбільш ефективним і специфічним виявився антиген з білкових фракцій, отриманий з личинок і статевозрілих гельмінтів. Також проводиться специфічна реакція преципітації з сироваткою крові та сечею. Тести, такі як імуноферментний аналіз (ІФА) або Вестерн-блот, є надійними, але можуть бути недоступними в ендемічних районах. Комп'ютерна томографія (КТ) чи магнітно-резонансна томографія (МРТ) можуть бути використані, щоб допомогти ідентифікувати гельмінта у м'яких тканинах, а при дослідженні мозкових структур їх можна використати для виявлення присутності гельмінта в цій тканині. Наявність геморагічних слідів на МРТ, зважених за градієнтом Т2, є характерною та, можливо, патогномонічною ознакою.

## Лікування
Застосовується переважно хірургічне втручання за підтримки альбендазолу чи івермектину. Хірургічне лікування є ефективним тоді, коли гельмінт локалізується у доступному місці. В інших ситуаціях застосовується альбендазол по 0,4 г щодня впродовж 21 дня, часто як доповнення до хірургічного висічення, тоді як івермектин дається одноразово. Івермектин використовується у пацієнтів, які не переносять альбендазол. Проте івермектин виявився менш ефективним при цьому гельмінтозі, ніж альбендазол.

## Профілактика
В ендемічних по гельмінтозу регіонах не слід вживати рибу, пташине або жаб'яче м'ясо без термічної обробки. Неможливість гельмінта завершити свій життєвий цикл у людини означає, що передача може бути легко стримана шляхом адекватної підготовки м'яса проміжних хазяїв. Наприклад, м'ясо слід маринувати в оцті впродовж шести годин або в соєвому соусі протягом 12 годин, щоб ефективно знищити личинки гельмінта. У регіонах з надійною електропостачанням м'ясо необхідно заморожувати при -20 °C упродовж 3–5 днів, щоб досягти тих же результатів.